# Pedro Joaquim dos Santos
Pedro Joaquim dos Santos (Salvador, 16 de julho de 1866 - Rio de Janeiro, 14 de dezembro de 1942) foi  Ministro do Supremo Tribunal Federal de 29 de novembro de 1919 a 18 de fevereiro de 1931. 

## Biografia
Pedro Joaquim dos Santos, filho do Dr. Joaquim dos Santos e D. Emília de Sousa Lessa Santos, nasceu na capital da província da Bahia, em 16 de julho de 1866.
Tendo concluído o curso de preparatórios, matriculou-se, em 1883, na Faculdade de Direito de Recife, onde recebeu o grau de Bacharel em Ciências Jurídicas e Sociais no dia 12 de novembro de 1887. Iniciou sua carreira na Magistratura, sendo nomeado Promotor Público de Canavieiras, em 5 de julho de 1888; a seguir foi nomeado Juiz Municipal dos termos reunidos de Canavieiras e Belmonte, em decreto de 9 de março de 1889, Juiz de Direito das comarcas de Canavieiras e Belmonte, em 15 de julho de 1893, e Feira de Santana, em 12 de julho de 1896, Conselheiro do Tribunal de Conflitos, Administrativo e de Contas do Estado da Bahia, em 25 de maio de 1897, e Desembargador do Tribunal Superior de Justiça do mesmo Estado, em 8 de abril de 1899.
Em decreto de 29 de outubro de 1919, foi nomeado Ministro do Supremo Tribunal Federal, preenchendo a vaga ocorrida com o falecimento de José Luiz Coelho e Campos; tomou posse a 29 do mês seguinte. Foi aposentado pelo Decreto nº 19.711, de 18 de fevereiro de 1931, ato discricionário do Chefe do Governo Provisório. Foi Professor da Faculdade de Direito da Bahia, regendo a cadeira de “Teoria e Prática do Processo Criminal”.
Publicou diversos trabalhos entre os quais os seguintes: Os Vencimentos dos Juízes no Regime Americano; Penhor Mercantil; Juízes Estaduais na Federação Brasileira; Um Caso de Indenização; O Impeachment perante a Constituição da Bahia; A Inamovibilidade dos Juízes no Brasil; Qual a Extensão das Apelações do Júri e Prisão Preventiva.
Faleceu em 14 de dezembro de 1942 na cidade do Rio de Janeiro.
Em sessão de 10 de agosto de 1966, o Supremo Tribunal Federal comemorou o centenário de seu nascimento, falando, pela Corte, o Ministro Adalício Nogueira; pela Procuradoria-Geral da República, o Dr. Oscar Corrêa Pina, e pela Ordem dos Advogados do Brasil, o Dr. Jorge Alberto Vinhães, agradecendo, em nome dos familiares, o Dr. Oswaldo dos Santos.